# Плетон
Георгіос Гемістос Плетон, також трапляється Пліфон (грец. Γεώργιος Γεμιστός Πλήθων, лат. Pletho, нар.1355 р., м. Царгород — пом.26 червня 1452 р., м. Містра Морейський деспотат) — візантійський богослов і філософ, представник неоплатонізму.

## Життєпис
До 1407 р. здобував освіту в м. Адріанополі, далі мандрував через Кіпр, Палестину та інші місця та зупинився в м. Містрі.
У 1437—1439 роках — був учасником Фераро-Флорентійського собору й підписання Флорентійської унії, що підпорядковувала православне духівництво Візантії Папі Римському.
З 1439 р. обіймав посаду судді в місті Містра.
У 1464 р. прах Плетона був перенесений його шанувальником Сіджізмондо Малатестою до міста Ріміні.

## Погляди

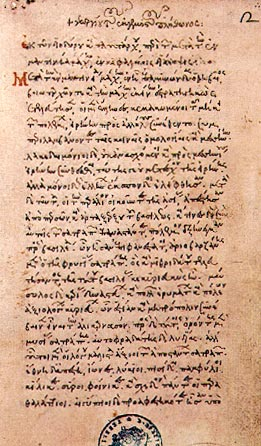
Один з рукописів Плетона

Філософія Ренесансу, особливо в Італії, орієнтувалася передусім на систему Платона. Ця тенденція мотивувалася тотальною схоластизацією вчення Арістотеля, яка була закладена у теології томізму. Платонізм в антисхоластичній філософії Ренесансу стає символом людяності, визнається синтезом попередніх надбань у філософії, теології, грецькій науці та східних доктринах.
Розповсюдженню платонізму в Італії сприяв пізній візантійський неоплатонік Георгіос Гемістос (1360—1425), який прийняв ім'я Плетон співзвучне з Платоном. Його діяльність у Флоренції, де він проповідував ідеї Платона, була спрямована на повне заперечення аристотелізму. Плетон цікавився східними містичними теоріями, кабалою та зороастризмом, що уможливило йому зробити висновок про безпідставність претензій християн на абсолютну істину.
Центральною ідеєю філософії Плетона було вчення, що світ перебуває у залежності від Бога, але не Бог створив дійсність, вона існує вічно. Тому ідея християнства про творення світу з нічого, ідея «абсолютної волі творця» визнається хибною. Не тільки світ, а й сам Бог перебувають в залежності від абсолютної необхідності, яка спричинює всі події. Саме це забезпечує гармонійну єдність світу, де місце Бога — підтримувати всесвітню гармонію, що робить світ божественним. Місце людини — бути «середньою ланкою», що поєднує тілесні та духовні властивості світу в єдине гармонійне ціле. Тому та людина, яка реалізує в собі відношення до світу, перейняте моральністю (тобто найвищою формою духовності), стає богоподібною.
Плетон не посилається на неоплатоністську ідею еманації. У своєму поясненні будови світу він використовує стародавній пантеон грецьких богів. Зевс стоїть на чолі світу, виявляючи себе як абсолютне буття, долю сущого. Події відбуваються не безпосередньо, а через посередництво особливої субстанції у природі, яка має божественну сутність. Таке визнання рівності природи й Бога у подальшій історії філософії буде розвинено в пантеїзм.
Філософія Плетона в Італії знайшла широке розповсюдження. Він почав першим розглядати неоплатонізм не у вигляді середньовічної християнізованої теології, а у світській філософській формі, де людина стає центром теоретичної системи.